# Zerrin Tekindor
Zerrin Tekindor, née le 5 août 1964 à Burhaniye, est une actrice et peintre turque.

## Biographie
Zerrin Tekindor est née le 5 août 1964 à Burhaniye dans une famille turque d'origine circasienne. Elle fait sa scolarité à Ankara. En 1985, elle termine ses études théâtrales au conservatoire de l'université Hacettepe où elle commence à jouer la même année. Au début des années 1990, elle reçoit également une formation d'artiste peintre à l'université Bilkent. Elle fera plus d'une dizaine d'expositions d'art par la suite. En 2003, elle poursuit son travail aux théâtres de la Ville d'Istanbul où elle joue également un certain nombre de pièces. Elle remporte trois fois le prix Afife du théâtre pour ses prestations suivantes : Anna Andreyevna dans Müfettiş (2004), Annette Reille dans Vahşet Tanrısı (2010) et Martha dans Kim Korkar Hain Kurttan (2014). En 2012, elle joue la pièce Antonius ile Kleopatra au théâtre du Globe à Londres.
Parallèlement à ses activités de femme de théâtre et de peintre, depuis la fin des années 1990, elle joue également dans des séries télévisées, puis dans des films. Sa première série est Cafe Casablanca (TRT, 1996) dans le rôle de Şebnem et son premier long métrage est Pek Yakında (Cem Yılmaz, 2014) dans le rôle de Meral Sonel.

## Vie privée
Elle a un fils, Hira (né en 1989), avec son ancien époux Çetin Tekindor, également acteur. Elle a aussi eu une aventure avec l'acteur Haluk Bilginer. 
Sa mère s'appelle Feriha. Elle a une petite sœur qui s'appelle Ferin Batman. 

## Filmographie

### Films
- 2007 : Örümcek (court-métrage) : Yalnız Kadın
- 2014 : Pek Yakında : Meral Sonel
- 2016 : İkimizin Yerine : Ülkü
- 2016 : İstanbul Kırmızısı : Aylin
- 2018 : Müslüm : Muhterem Nur
- 2022 : Trois mille ans à t'attendre : Kösem Sultan

### Séries
- 1996 : Cafe Casablanca : Şebnem
- 1998 : Sonbahar Kadınları : Şermin
- 2000 : Sarı Evin Esrarı : Yıldız
- 2002 : Bir Tatlı Huzur
- 2003 : Bir İstanbul Masalı : Deniz
- 2007 : Aşk Yeniden : Peruş
- 2010 : Yaprak Dökümü : Billettiste
- 2010 : Aşk-ı Memnu : Deniz (Matmazel)
- 2011 : Kuzey Güney : Gülten Çayak
- 2014 : Kurt Seyit ve Şura : Nermin Bezmen/Emine
- 2015 : Kara Sevda : Leyla
- 2018 : Şahin Tepesi : Tuna Akdora
- 2022 : Dunyala benim aramda : Burçin

## Distinctions
- 2004 : Prix Afife du théâtre : Anna Andreyevna dans Müfettiş (Meilleure actrice)
- 2010 : Prix Afife du théâtre : Annette Reille dans Vahşet Tanrısı (Meilleure actrice)
- 2012 : Prix Savaş Dinçel du théâtre : Annette Reille dans Vahşet Tanrısı (Meilleure actrice)
- 2012 : Prix EN de l'Université Galatasaray (du théâtre) : Kleopatra dans Antonius ile Kleopatra (Meilleure actrice)
- 2013 : Prix Antalya (İsmail Cem) de télévision : Gülten Çayak dans Kuzey Güney (Meilleur second rôle féminin)
- 2014 : Prix Tiyatro Eleştirmenleri Birliği (TEB) du théâtre : Martha dans Kim Korkar Hain Kurttan (Meilleure actrice)
- 2014 : Prix Afife du théâtre : Martha dans Kim Korkar Hain Kurttan (Meilleure actrice)
- 2014 : Prix Sadri Alışık du théâtre : Martha dans Kim Korkar Hain Kurttan (Meilleure actrice)